# Амитаон
Амитаон (грч. Μέλαμπος) је у грчкој митологији био син Кретеја и Тире, брат Есона и Ферета. 

## Митологија
О њему је писао Хомер у „Одисеји“. Живео је на Пилосу у Месенији, где је са Идоменом имао децу Бијанта, Мелампода и Еолију, а према неким изворима и Перимелу. Према неким ауторима, његова супруга је била Аглаја. Пиндар је писао да је он, заједно са неким члановима своје породице, дошао у Јолк, како би се код Пелије заложио за Јасона. Паусанија га је сврставао у оне којима се приписивало обнављање Олимпијских игара.

## Друге личности
Амитаон је био и Лемњанин који је живео у доба када су жене са тог острва поубијале све мушкарце, што је уследило непосредно пред долазак Аргонаута.